# 12시엔
《12시엔 주현영》은 SBS 파워FM(수도권 FM 107.7MHz)에서 매일 낮 12시부터 오후 2시까지 방송되는 연예오락 전문 라디오 프로그램이다. 단, 이 프로그램은 모두 전국방송이다.

## DJ
- 배우 주현영 (여)

## 스페셜 DJ
- 2025년 2월 3일 ~ 2025년 2월 9일 : 배우 표예진
- 2025년 6월 5일 ~ 2025년 6월 8일 : 배우 김아영

## 코너
매일 코너
- 주키타카 (평일)
- 위캔두 (주말)
- 별다뉴

요일별 코너
- 월요일 : 선 넘는 참견 (with 해리포터, 키썸)
- 화요일 : 주터뷰 (with 조형균, 이지수)
- 수요일 : 목동 리서치 연구소 (with 김규남, 윤혁준, 윤태용)
- 목요일 : 주주총회
- 금요일 : 퍼스널 뮤직 센터 (with 효진초이)
- 토요일 : 매일이 시트콤 (with 박소영, 최성민)
- 일요일 : 알고리줌 뮤직

## 같이 보기
- 연예오락
- 강원래의 노래선물 (KBS 3라디오)
- 박세미의 수다가 체질 (SBS 러브FM)
- 신부님 신부님 우리 신부님 (평일) (cpbc FM)
- 이인혜의 아름다운 사랑 아름다운 나눔 (주말) (cpbc FM)
- 토요특집 신부들의 수다 (토요일) (cpbc FM)
- 성경약방 (일요일) (cpbc FM)